# Decaisnea
Genre
Classification APG III (2009)
Decaisnea est un genre de plantes à fleurs de la famille des Lardizabalacées. Ce sont des arbustes originaire d'Asie.

## Description
Le genre a les caractéristiques suivantes :
- il s'agit d'arbustes au port érigé (les autres plantes de la famille sont des lianes)
- les feuilles sont alternes (caractéristique de la famille) mais sont composées imparipennées (dans la famille, les feuilles sont palmatiséquées ou trifoliolées) ; le nombre de folioles est de 13 à 25
- les inflorescences sont paniculées, racémées et terminales
- les fleurs ont un calice de six sépales subimbriqués lancéolés (cas général dans la famille sauf pour le genre Akebia)
- les pétales sont absents (ils sont souvent au nombre de six dans la famille)
- les étamines des fleurs mâles sont au nombre de six
- les fleurs hermaphrodites possèdent 3 carpelles libres
- les ovules sont disposés en deux rangées parallèles au sein du carpelle de part et d'autre de sa suture
- le fruit est un follicule déhiscent, cylindrique, de 5 à 10 cm de long, rempli d'une pulpe blanche translucide[1]
- la graine, ovoïde, est plus ou moins aplatie.

## Position taxonomique et historique
Deux homonymes antérieurs mais illégitimes existent :
- Decaisnea Brogn. (1835) de la famille des Orchidacées
- Decaisnea Lindl. ex Wall. (1832) de la famille des Orchidacées.

Le nom du genre lui-même remplace Slackia Griff. (1848), au spécimen type Slackia insignis Griff., homonyme du genre Slackia Griff. (1845), au spécimen type Slackia geonomiformis (Mart.) Griff. : il s'agit d'un homonyme issue de notes posthumes de William Griffith de son voyage dans l'Himalaya.
En 1855, Joseph Dalton Hooker et Thomas Thomson renomment cet homonyme, en hommage au botaniste Joseph Decaisne qui a beaucoup travaillé sur la famille des Lardizabalacées et en a décrit trois genres.

## Liste des espèces
Le genre ne comprend que deux espèces :
- Decaisnea fargesii Franch. (1892)[2]
- Decaisnea insignis (Griff.) Hook.f. & Thomson, (1855) espèce type du genre

## Distribution
Ce genre est originaire des zones himalayennes : Bhoutan, Chine, Inde, Népal.

## Utilisation
Les fruits des espèces de ce genre sont comestibles (pulpe).

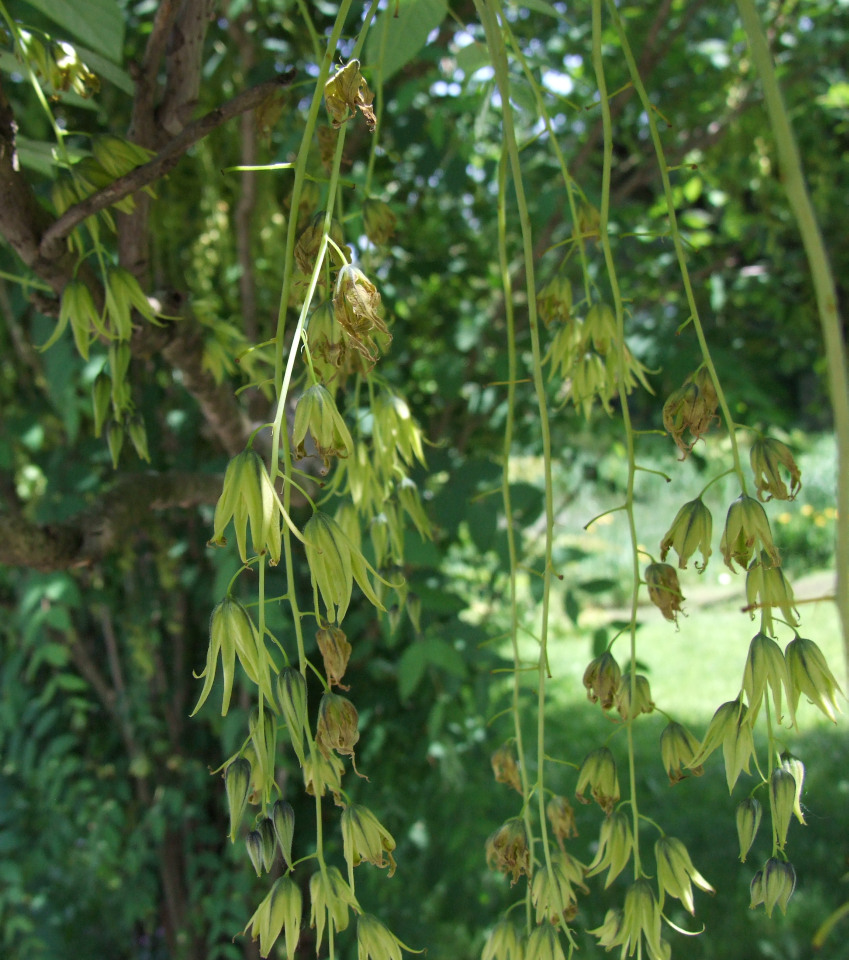
Fleurs de Decaisnea fargesii.
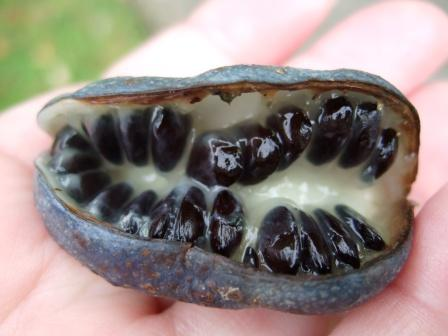
Fruit de Decaisnea fargesii.